# Diapirisme

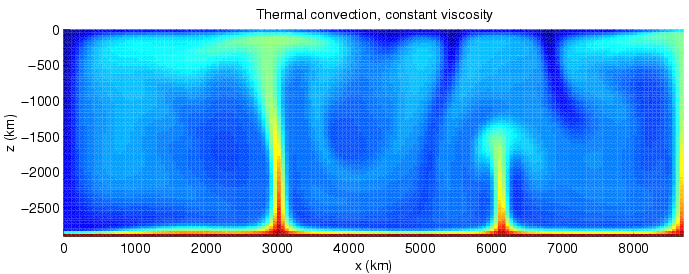
Diapirisme in een natuurkundig model voor convectie in de aardmantel. Door verwarming van een homogene laag materiaal van onderen ontstaan omhoog stromende diapieren van warm, licht materiaal. Blauw stelt koud, rood warm materiaal voor.

Diapirisme is een plastisch proces waarbij diapieren ontstaan: paddenstoelvormige intrusies van een materiaal met een kleinere dichtheid in materiaal met een grotere dichtheid of andersom. Diapirisme ontstaat als een lichter, ondergelegen materiaal naar boven wil bewegen of een zwaarder, bovengelegen materiaal naar onder wil bewegen.
Een goed voorbeeld van het ontstaan van diapieren is bijvoorbeeld te zien in een lavalamp.

## Ontstaan en ontwikkeling
In een situatie van twee homogene materialen die horizontaal over elkaar liggen, het lichte materiaal onder, zullen diapieren ontstaan met een bepaalde afstand tot elkaar. 

## Voorbeelden uit de natuur
In de aardmantel komen diapieren voor van heter (lichter) materiaal, dit worden mantelpluimen genoemd.
Een ander voorbeeld zijn zoutkoepels, die ontstaan als (lichter) zout onder een dikke laag sediment terechtkomt. Het zout begint in tot een paar kilometer grote diapieren omhoog te bewegen.